# Dyscinetus fimosus
Dyscinetus fimosus är en skalbaggsart som beskrevs av Herbst 1789. Dyscinetus fimosus ingår i släktet Dyscinetus och familjen Dynastidae. Inga underarter finns listade i Catalogue of Life.